# Lăpușnicu Mare
Lăpușnicu Mare (en hongrois : Nagylaposnok) est une commune du județ de Caraș-Severin en Roumanie.